# Karin Scheele

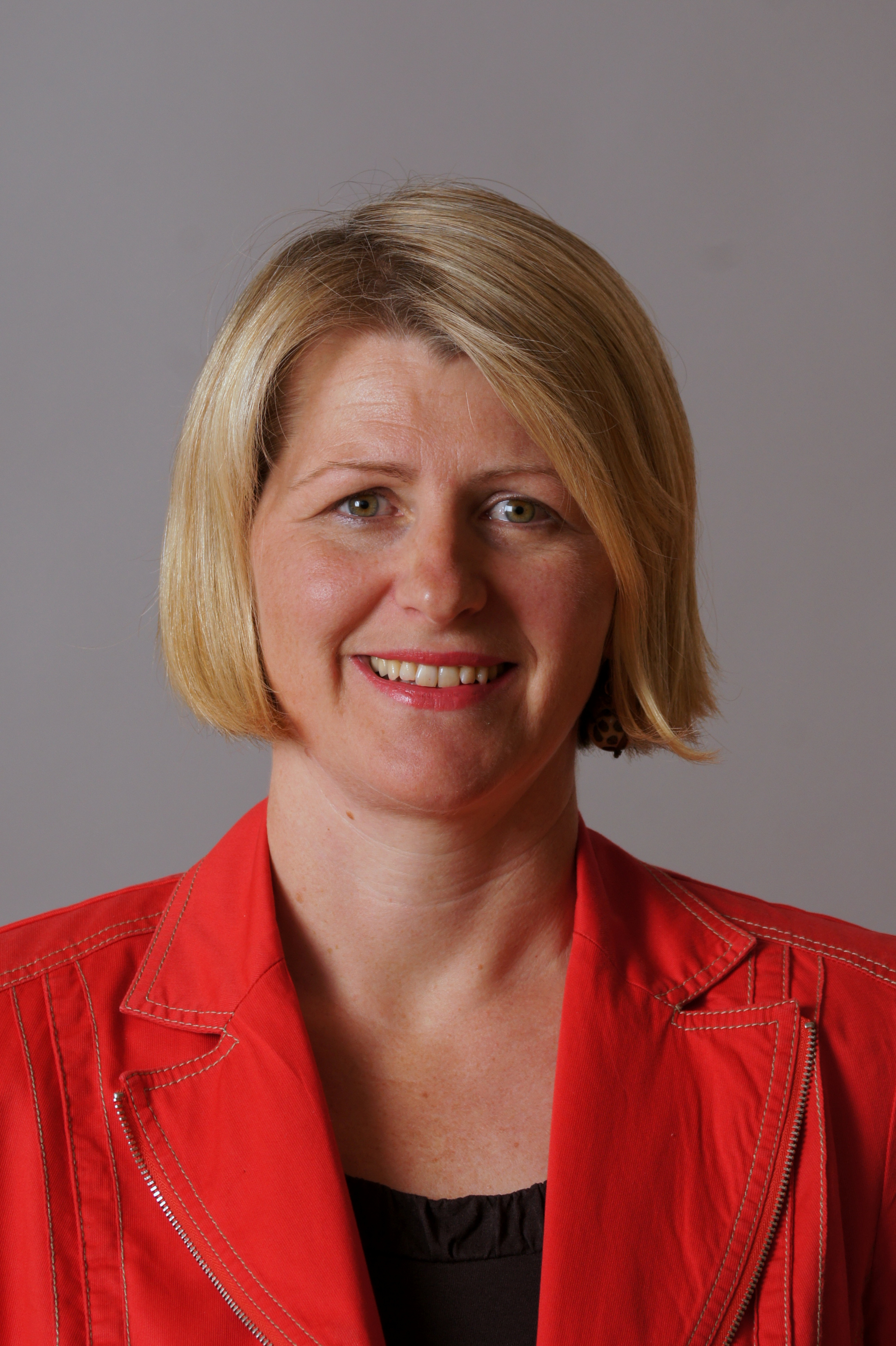
Karin Scheele 2013

Karin Scheele (n. 22 iulie 1968, Baden, Austria) este o politiciană austriacă și membru al Parlamentului European în perioada 1999-2004 din partea Austriei. (SPÖ)
1. ↑  Deputații în Parlamentul European